# 로카카살레
로카카살레(이탈리아어: Roccacasale)는 이탈리아 아브루초주 라퀼라도에 있는 코무네이다.